# Cratere Tatyana
Tatyana  è un cratere sulla superficie di Venere.